# Sven Dietrich
Sven Dietrich (* 5. Oktober 1969 in Reichenbach im Vogtland) ist ein ehemaliger deutscher Politiker der SPD.

## Leben
Er studierte von 1992 bis 1997 Rechtswissenschaft, nach dem zweiten juristischen Staatsexamen wurde er 1999 als Rechtsanwalt zugelassen. Nach einer Tätigkeit als Mitarbeiter einer Rechtsanwaltskanzlei und Rechtsreferendariat am Landgericht Zwickau wurde er selbst Rechtsanwalt. Seit dem 1. Oktober 2001 war er Bürgermeister der Stadt Zwickau und dritter Stellvertreter des damaligen Oberbürgermeisters Dietmar Vettermann. Von August 2008 bis September 2008 war er zweiter Stellvertreter der Oberbürgermeisterin Pia Findeiß.
Am 25. September 2008 hat er auf eine weitere Kandidatur für ein Bürgermeisteramt verzichtet. Er arbeitete danach weiter bei der Stadtverwaltung Zwickau als Sachbearbeiter für Interkommunale Zusammenarbeit und Datenschutzbeauftragter. Im September 2016 trat er aus der SPD wieder aus.
Er veröffentlichte auch zwei Krimis.

## Werke
- Grenzgänger; Wenz 2008
- Die Opferanwältin; Wenz 2011